# 石川県道58号鶴来美川インター線
石川県道58号鶴来美川インター線（いしかわけんどう58ごう つるぎみかわインターせん）は、石川県白山市を通る県道（主要地方道）である。

## 概要
白山市北西の平野部を東西に横断する。白山麓に通じる鶴来街道（石川県道179号野々市鶴来線）や国道157号（鶴来バイパス）と、加賀産業道路・川北大橋、国道8号（金沢西バイパス）、北陸自動車道美川ICとを結んでいる。

### 路線データ
- 起点：石川県白山市道法寺町へ1番15地先（石川県道179号野々市鶴来線交点）
- 終点：石川県白山市鹿島町リ部44番地先（北陸自動車道美川IC、石川県道25号金沢美川小松線交点）

## 歴史
- 1960年（昭和35年）10月15日：「石川県道道法寺源兵衛島美川線」として路線認定。
- 1993年（平成5年）5月11日 - 建設省から、県道道法寺源兵衛島美川線が鶴来美川インター線として主要地方道に指定される[1]。
- 1994年（平成6年）4月1日：現在の路線名に変更。

## 路線状況

### 重複区間
- 石川県道22号金沢小松線（白山市行町・行町交差点 - 白山市安吉町・安吉交差点）

## 地理

### 通過する自治体
- 白山市

### 交差する道路
- 石川県道179号野々市鶴来線（白山市道法寺町、起点）
- 国道157号（白山市知気寺町・七原町交差点）
- 石川県道22号金沢小松線・石川県道105号松任鶴来線（白山市行町・行町交差点）
- 石川県道22号金沢小松線 加賀産業開発道路（白山市藤木町・藤木交差点）
- 石川県道188号三反田松任線（白山市向島町・向島町西交差点）
- 石川県道22号金沢小松線、石川県道174号安吉松任線（白山市安吉町・安吉交差点）
- 石川県道157号松任寺井線（白山市福留町・福留南交差点）
- 国道8号（国道305号重複）（白山市水澄町・水澄町交差点）
- 石川県道104号松任美川線（白山市北島町・北島町交差点）
- 北陸自動車道 美川IC・石川県道25号金沢美川小松線（白山市鹿島町・美川インター交差点、終点）

### 沿線にある施設など
- 北陸鉄道石川線 道法寺駅 - 井口駅
- 白山市総合文化会館クレイン
  - 白山市立鶴来図書館
- 白山市立北辰中学校
- 石川ソフトリサーチパーク
  - 金沢工業大学 やつかほリサーチキャンパス
- 多川家歴史資料館
- EIZO
- 浅野太鼓楽器店
  - 太鼓の里資料館
- バイパスレジャーランド 松任2号店
- ウイルコホールディングス 本社、ウイル・コーポレーション 本社・北國工場
- 小松精練 美川工場